# Mi-20 (航空機)
Mi-20
- 用途：多用途ヘリコプター
- 製造者：ミル設計局
- 運用者：ソビエト連邦

ミル Mi-20(ロシア語: Ми-20)は、Mi-1の置換のため、1960年代中盤に製造された小型多用途運搬ヘリコプター。移動、輸送、農業、訓練、軽武装護衛・ガンシップなど多様な役割に使われた。ガンシップとしての利用では、船外パイロンに4期から6基の3M11ファランガやマリュートカ対戦車ロケットやUB-16-57ロケットポッドが取り付けられた。
1966年、MVZが355hp Turbomeca"Oredon-III"シングルターボシャフトエンジンと3車輪型着陸ギアを持つ1:1サイズのモックアップを製造した。1972年にはMVZはさらにTBG-11hpエンジン型でスキー式降着装置のモックアップを開発した。しかしながら、このヘリの2度のモックアップはいずれも顧客の関心をひきつけることができず、Mi-1の置き換えにはならなかった。このため、更なる開発は中止された。